# Graziano Rossi
Graziano Rossi (Pesaro, 1954. március 14. –) korábbi olasz motorversenyző, többszörös futamgyőztes. Fia, Valentino a MotoGP történetének egyik legsikeresebb versenyzője, kilencszeres világbajnok.
A gyorsaságimotoros-világbajnokságon 1978-ban mutatkozott be, ekkor két futamon indult, ezeken hatodik, majd kilencedik lett. A következő évben harmadik helyen végzett a negyedliteresek között, ez volt legsikeresebb éve, ekkor három futamot is meg tudott nyerni. Ebben az évben egyébként elindult két 500-as futamon is, ezek közül csak az egyiken ért célba pontszerző helyen.
Később már nem tudta megismételni korábbi győzelmeit, már csak egy pole pozíciót és két dobogós helyezést tudott összeszedni.

## Teljes MotoGP-eredménylistája
| Pozíció | 1  | 2  | 3  | 4 | 5 | 6 | 7 | 8 | 9 | 10 |
| Pont    | 15 | 12 | 10 | 8 | 6 | 5 | 4 | 3 | 2 | 1  |

(Táblázat értelmezése)

(Félkövér: pole-pozícióból indult; dőlt: leggyorsabb kört futott) 

| Év   | Géposztály | Csapat     | 1      | 2      | 3     | 4     | 5      | 6      | 7      | 8     | 9      | 10    | 11     | 12    | 13    | Pont | Poz. | Győzelmek |
| ---- | ---------- | ---------- | ------ | ------ | ----- | ----- | ------ | ------ | ------ | ----- | ------ | ----- | ------ | ----- | ----- | ---- | ---- | --------- |
| 1978 | 500 cm³    | Suzuki     | VEN -  | ESP -  | AUT - | FRA 6 | NAT -  | NED -  | BEL -  | SWE - | FIN 9  | GBR - | GER -  |       |       | 7    | 16.  | 0         |
| 1979 | 250 cm³    | Morbidelli | VEN -  |        | GER - | NAT - | ESP 3  | YUG 1  | NED 1  | BEL - | SWE 1  | FIN - | GBR -  | CZE 2 | FRA - | 67   | 3.   | 3         |
| 1979 | 500 cm³    | Suzuki     | VEN -  | AUT -  | GER - | NAT 9 | ESP -  | YUG -  | NED 12 | BEL - | SWE -  | FIN - | GBR -  |       | FRA - | 2    | 31.  | 0         |
| 1980 | 500 cm³    | Suzuki     | NAT 3  | ESP NC | FRA 4 | NED 2 | BEL NC | FIN NC | GBR 4  | GER - |        |       |        |       |       | 38   | 5.   | 0         |
| 1981 | 500 cm³    | Suzuki     | AUT -  | GER -  | NAT - | FRA - | YUG -  | NED -  | BEL -  | RSM - | GBR 11 | FIN - | SWE 11 |       |       | 0    | -    | 0         |
| 1982 | 500 cm³    | Yamaha     | ARG 13 | AUT 14 | FRA - | ESP - | NAT -  | NED 13 | BEL -  | YUG - | GBR -  | SWE - | RSM 11 | GER - |       | 0    | -    | 0         |